# Top 12 2007/08
Die Top 12 2007/08 war die sechste französische Mannschaftsmeisterschaft im Schach der Frauen.
Meister wurde der Club de Bischwiller, während sich der Titelverteidiger Club de Clichy-Echecs-92 mit dem dritten Platz begnügen musste. Aus der Nationale I waren der Club de Lutèce Echecs, der Club de L’Echiquier Naujacais, der Club de Marseille Echecs und der Club de Tour Prends Garde! Besançon aufgestiegen. Während Lutèce, Naujac und Marseille den Klassenerhalt erreichten, musste Besançon zusammen mit dem Club de Rennes Paul Bert, dem Club de Echiquier Guingampais und dem Club de J.E.E.N. direkt wieder absteigen.
Zu den gemeldeten Mannschaftskadern siehe Mannschaftskader der Top 12 2007/08.

## Spieltermine
Die Vorrunde fand statt vom 16. bis 18. Mai 2008 und wurde zentral in Vandœuvre-lès-Nancy ausgerichtet. Die Finalrunde wurde am 28. und 29. Juni in Bois-Colombes gespielt.

## Modus
Die zwölf teilnehmenden Vereine wurden in zwei Sechsergruppen (Groupe A und Groupe B) eingeteilt und spielten in diesen ein einfaches Rundenturnier. Über die Platzierung entschied zunächst die Anzahl der Mannschaftspunkte (3 Punkte für einen Sieg, 2 Punkte für ein Unentschieden, 1 Punkt für eine Niederlage, 0 Punkte für eine kampflose Niederlage), anschließend der direkte Vergleich, danach die Differenz zwischen Gewinn- und Verlustpartien und letztendlich die Zahl der Gewinnpartien. Die beiden Letzten jeder Gruppe stiegen in die Nationale I ab, während sich die beiden Ersten jeder Gruppe für die Finalrunde qualifizierten. Diese wurde im k.-o.-System ausgetragen, wobei auch der dritte Platz ausgespielt wurde.

## Vorrunde

### Gruppeneinteilung
Die 12 Mannschaften wurden wie folgt in die zwei Vorrunden eingeteilt:
| Groupe A                           | Groupe B                                |
| ---------------------------------- | --------------------------------------- |
| Club de Clichy-Echecs-92 (1)       | Club de Vandœuvre-Echecs (2)            |
| Club de Rennes Paul Bert (4)       | Club de Mulhouse Philidor (3)           |
| Club de Echiquier Guingampais (A4) | Club de J.E.E.N. (A3)                   |
| C.E. de Bois-Colombes (B5)         | Club de Bischwiller (B3)                |
| Club de Lutèce Echecs (N)          | Club de Marseille Echecs (N)            |
| Club de L’Echiquier Naujacais (N)  | Club de Tour Prends Garde! Besançon (N) |

Anmerkung: Die Vorjahresplatzierung sowie die zugehörige Gruppe wird eingeklammert angegeben. Bei den vier Halbfinalisten ist die genaue Platzierung (zwischen 1 und 4) angegeben, bei den Aufsteigern „N“.

### Groupe A
Die beiden Halbfinalplätze waren schon vor der letzten Runde an Clichy und Bois-Colombes vergeben, ebenso stand Guingamp bereits als Absteiger fest. Die Entscheidung über den zweiten Absteiger fiel hingegen erst in der Schlussrunde gegen Rennes.

#### Abschlusstabelle
| Pl. | Verein                            | Sp | G | U | V | MP | Brett-P. |
| --- | --------------------------------- | -- | - | - | - | -- | -------- |
| 01. | Club de Clichy-Echecs-92 (M)      | 5  | 5 | 0 | 0 | 15 | 17:0     |
| 02. | C.E. de Bois-Colombes             | 5  | 4 | 0 | 1 | 13 | 12:2     |
| 03. | Club de Lutèce Echecs (N)         | 5  | 2 | 0 | 3 | 9  | 8:11     |
| 04. | Club de L’Echiquier Naujacais (N) | 5  | 2 | 0 | 3 | 9  | 5:12     |
| 05. | Club de Rennes Paul Bert          | 5  | 2 | 0 | 3 | 9  | 6:11     |
| 06. | Club de Echiquier Guingampais     | 5  | 0 | 0 | 5 | 5  | 2:14     |

#### Entscheidungen
|     | qualifiziert für das Halbfinale: Club de Clichy-Echecs-92, C.E. de Bois-Colombes       |
|     | Absteiger in die Nationale II: Club de Rennes Paul Bert, Club de Echiquier Guingampais |
| (M) | Meister der letzten Saison                                                             |
| (N) | Aufsteiger der letzten Saison                                                          |

#### Kreuztabelle
| Ergebnisse | Ergebnisse                    | 01. | 02. | 03. | 04. | 05. | 06. |
| ---------- | ----------------------------- | --- | --- | --- | --- | --- | --- |
| 01.        | Club de Clichy-Echecs-92      |     | 1:0 | 4:0 | 4:0 | 4:0 | 4:0 |
| 02.        | C.E. de Bois-Colombes         | 0:1 |     | 4:0 | 4:0 | 2:1 | 2:0 |
| 03.        | Club de Lutèce Echecs         | 0:4 | 0:4 |     | 1:2 | 3:1 | 4:0 |
| 04.        | Club de L’Echiquier Naujacais | 0:4 | 0:4 | 2:1 |     | 1:2 | 2:1 |
| 05.        | Club de Rennes Paul Bert      | 0:4 | 1:2 | 1:3 | 2:1 |     | 2:1 |
| 06.        | Club de Echiquier Guingampais | 0:4 | 0:2 | 0:4 | 1:2 | 1:2 |     |

### Groupe B
Die beiden Halbfinalplätze hatten sich Bischwiller und Vandœuvre schon vor der letzten Runde gesichert, während der Club de J.E.E.N. bereits als Absteiger feststand. Der zweite Abstiegsplatz wurde im direkten Vergleich zwischen Mulhouse und Besançon ausgespielt; durch das Unentschieden musste Besançon absteigen.

#### Abschlusstabelle
| Pl. | Verein                                  | Sp | G | U | V | MP | Brett-P. |
| --- | --------------------------------------- | -- | - | - | - | -- | -------- |
| 01. | Club de Bischwiller                     | 5  | 4 | 1 | 0 | 14 | 14:3     |
| 02. | Club de Vandœuvre-Echecs                | 5  | 3 | 1 | 1 | 12 | 9:4      |
| 03. | Club de Marseille Echecs (N)            | 5  | 2 | 2 | 1 | 11 | 9:8      |
| 04. | Club de Mulhouse Philidor               | 5  | 1 | 3 | 1 | 10 | 7:7      |
| 05. | Club de Tour Prends Garde! Besançon (N) | 5  | 1 | 1 | 3 | 8  | 8:12     |
| 06. | Club de J.E.E.N.                        | 5  | 0 | 0 | 5 | 5  | 2:15     |

#### Entscheidungen
|     | qualifiziert für das Halbfinale: Club de Bischwiller, Club de Vandœuvre-Echecs      |
|     | Absteiger in die Nationale I: Club de Tour Prends Garde! Besançon, Club de J.E.E.N. |
| (N) | Aufsteiger der letzten Saison                                                       |

#### Kreuztabelle
| Ergebnisse | Ergebnisse                          | 01. | 02. | 03. | 04. | 05. | 06. |
| ---------- | ----------------------------------- | --- | --- | --- | --- | --- | --- |
| 01.        | Club de Bischwiller                 |     | 2:0 | 2:2 | 3:0 | 3:1 | 4:0 |
| 02.        | Club de Vandœuvre-Echecs            | 0:2 |     | 3:0 | 1:1 | 3:1 | 2:0 |
| 03.        | Club de Marseille Echecs            | 2:2 | 0:3 |     | 1:1 | 3:1 | 3:1 |
| 04.        | Club de Mulhouse Philidor           | 0:3 | 1:1 | 1:1 |     | 2:2 | 3:0 |
| 05.        | Club de Tour Prends Garde! Besançon | 1:3 | 1:3 | 1:3 | 2:2 |     | 3:1 |
| 06.        | Club de J.E.E.N.                    | 0:4 | 0:2 | 1:3 | 0:3 | 1:3 |     |

## Endrunde

### Übersicht
|  | Halbfinale               | Halbfinale          |                          |   | Finale | Finale |
|  |                          |                     |                          |   |        |        |
|  | Club de Clichy-Echecs-92 | 2                   |                          |   |        |        |
|  | Club de Vandœuvre-Echecs | 2                   |                          |   |        |        |
|  |                          |                     |                          |   |        |        |
|  |                          |                     |                          |   |        |        |
|  | Club de Vandœuvre-Echecs | 2                   |                          |   |        |        |
|  |                          | Club de Bischwiller | 2                        |   |        |        |
|  |                          |                     |                          |   |        |        |
|  | Spiel um Platz drei      |                     |                          |   |        |        |
|  |                          |                     | C.E. de Bois-Colombes    | 1 |        |        |
|  | Club de Bischwiller      | 2                   | Club de Clichy-Echecs-92 | 3 |        |        |
|  | C.E. de Bois-Colombes    | 1                   |                          |   |        |        |

### Entscheidungen
|  | Französischer Mannschaftsmeister: Club de Bischwiller |

### Halbfinale
Beide Halbfinalwettkämpfe sahen knappe Entscheidungen. Der Titelverteidiger Clichy hatte im Vorjahresfinale noch mit 4:0 gegen Vandœuvre gewonnen, diesmal endete der Wettkampf 2:2, und da Vandœuvre am Spitzenbrett gewann, erreichten sie das Finale. Im zweiten Halbfinalspiel war Bischwiller an den beiden Spitzenbrettern stärker einzuschätzen, Bois-Colombes an den beiden hinteren Brettern, und tatsächlich waren zwei Siege an den ersten beiden Brettern die Basis für Bischwillers knappen Erfolg.

### Finale und Spiel um Platz 3
Clichy sicherte sich mit einem klaren Sieg Platz 3, während das Finale 2:2 endete. Da Bischwiller an den Spitzenbretter siegte, waren sie neuer Meister.

## Die Meistermannschaft
| 1.            | Club de Bischwiller                                                     |
| Schachfiguren | Lela Dschawachischwili, Roza Lallemand, Sylvie Genzling, Julie Fischer. |